# Bnej Re'em
Bnej Re'em (hebrejsky בְּנֵי רְאֵ״ם‎, doslova „Synové Re'ema“, v oficiálním přepisu do angličtiny Bene Re'em, přepisováno též Bnei Re'em) je obec typu mošav v Izraeli, v Centrálním distriktu, v oblastní radě Nachal Sorek.

## Geografie
Leží v nadmořské výšce 65 metrů v hustě osídlené a zemědělsky intenzivně využívané pobřežní nížině (region Šefela).
Obec se nachází 15 km od břehu Středozemního moře, přibližně 32 km jihovýchodně od centra Tel Avivu, přibližně 42 km západně od Jeruzaléma a 3 km jižně od okraje města Gedera. Bnej Re'em obývají Židé, přičemž osídlení v tomto regionu je etnicky převážně židovské.
Bnej Re'em je na dopravní síť napojen pomocí dálnice číslo 3, do které jižně od mošavu ústí dálnice číslo 40.

## Dějiny
Bnej Re'em byl založen v roce 1949. Jméno osady je akronymem jména rabína Avrahama Mordechaje Altera. Zakladateli mošavu byli židovští přistěhovalci z východní Evropy a Jemenu napojení na ultraortodoxní organizaci Agudat Jisra'el. Postupně se v mošavu Bnej Re'em kromě ultraortodoxních Židů usadily i rodiny orientované v duchu náboženského sionismu.
Židovští vesničané se zde usadili na pozemcích vysídlené arabské vesnice al-Masmíja, jež tu stávala až do války za nezávislost roku 1948. Nacházela se jižně od nynějšího mošavu a sestávala ze dvou částí al-Masmíja al-Kabíra a al-Masmíja as-Saghíra (nazývaná též Masmíjat al-Húrání, podle klanu al-Húrání který ji osídlil). V první z nich stály dvě základní školy (chlapecká založena roku 1922 a dívčí roku 1945) a dvě mešity. Roku 1931 měla al-Masmíja al-Kabíra 1756 obyvatel a 354 domů, al-Masmija al-Saghira měla roku 1931 354 obyvatel a 73 domů. Během války byla tato oblast v červenci 1948 ovládnuta židovskými silami a arabské osídlení zde skončilo. Zástavba vesnic pak byla s výjimkou několika domů a obou školních budov zbořena.
Místní ekonomika v Bnej Re'em je založena na zemědělství, většina obyvatel ale pracuje v sektoru služeb nebo za prací dojížejí mimo obec. Fungují zde zařízení předškolní péče o děti, několik synagog, knihovna a obchod.

## Demografie
Podle údajů z roku 2014 tvořili naprostou většinu obyvatel v Bnej Re'em Židé (včetně statistické kategorie „ostatní“, která zahrnuje nearabské obyvatele židovského původu ale bez formální příslušnosti k židovskému náboženství).
Jde o menší obec vesnického typu s dlouhodobě rostoucí populací. K 31. prosinci 2014 zde žilo 1357 lidí. Během roku 2014 populace klesla o 0,9 %.
| Rok            | 1961 | 1972 | 1983 | 1995 | 2001 | 2003 | 2004 | 2005 | 2006 | 2007 | 2008 | 2009 | 2010 | 2011 | 2012 | 2013 | 2014 |
| -------------- | ---- | ---- | ---- | ---- | ---- | ---- | ---- | ---- | ---- | ---- | ---- | ---- | ---- | ---- | ---- | ---- | ---- |
| Počet obyvatel | 260  | 370  | 463  | 540  | 786  | 864  | 978  | 1041 | 1081 | 1134 | 1181 | 1195 | 1227 | 1307 | 1368 | 1369 | 1357 |